# 人本教育文教基金會
財團法人人本教育文教基金會（英語：Humanistic Education Foundation），是臺灣以教育改革為關懷主軸的非政府组织，該團體成立於臺灣解嚴不久後。該團體名稱由來為其中心思想：「教育應該以人為本」。
其主要活動類型有舉辦演講、研習營、夏令營，以及召開記者會將議題訴諸媒體或司法。推動教育正常化及協助家長處理校園體罰與性別平等事件而在社會大眾之中獲得關注。並創辦森林小學實驗教育來落實該組織教育改革理念。
人本教育基金會是一個飽受非議的團體，而人本教育基金會的行為也並非毫無爭議，像是對新竹市建功國小教師體罰的指控即是一例。也曾有觀點投書指稱人本的一些做為其實是為政治服務。

## 歷史

### 成立
1987年11月，人本教育促進會成立。1988年2月，受理首件校園申訴案，申訴中心成立；10月，於大直國中籌設「人本教育實驗班」，但該計劃因無法獲得臺北市教育局准許而遭撤銷。1989年3月，為消除體罰，發起「愛他，就不要傷害他」運動；6月，人本教育基金會正式成立；7月，主軸為探討教改議題的雜誌《人本教育札記》正式發行。1990年2月，進行籌設森林小學期前教學研究計劃，並隨後在林口正式創辦學校；7月，成立「國中教學正常化遊說團」，針對國中小校園補習、體罰、能力分班、性騷擾等違反教育法令的現象進行遊說及申訴；12月，推出由電話專線、協談、親子成長課程等措施搭配而成的「關懷青少年專案」。
1991年2月，開辦兒童「森林育」並舉辦活動員的培訓課程；5月，與振鐸學會、主婦聯盟、教權會及中華民國婦女協會等團體組成「救救下一代行動聯盟」，要求教育部徹底檢討校園問題，並發動三萬多名家長簽名要求降低中小學班級人數，以改善教育品質；6月，新竹辦公室成立；9月，舉辦「929再見體罰」活動宣揚反體罰訴求。
1992年3月，展開「人本教育下鄉」活動；6月，舉辦數場「因應自學方案說明會」並印製「因應自學方案實用手冊」供大眾索取；12月，「國會工作小組」開始運作，進行教育政策遊說及立委國教問政評鑑。
1993年3月，高雄辦公室成立；4月，發起社會運動「與孩子們立約」，推動成年民眾立下不打罵他人的誓約並贈予《愛的手冊》，協助立約者學習不打罵的管教方式；5月，臺中辦公室成立；8月，「人本出版社」成立，開始自行出版著作。
1994年1月，貸款購置臺北總辦公室設立永久會址；4月，針對「臺北市蘭雅國中手銬事件」召開「校園暴力事件研討會」引起各界討論，隨後，教育部長公開道歉；同月，與其他團體共同發起「410教改大遊行」，訴求「小班小校」、「廣設高中大學」及制定教育基本法與推動教育現代化；5月，森林小學遭控告違法經營，經一審宣判無罪；11月，推動花蓮原住民社區教育專案，為花蓮原住民社區籌募經費建置圖書館並捐贈圖書，又以圖書館為據點推動教育工作(至1999年已於三棧、加禮洞、鶴岡設立三個圖書館)。
1995年7月，延續1994年410遊行，全力參與「410教改聯盟」發起之「709教改列車」；8月，成立「榮觀小組」，擔任法院榮譽觀護人；同月，開始協助編寫牛頓版數學教科書。1996年5月，成立「死囚平反大隊」，發起「反刑求，救無辜，重建司法正義」活動搶救於1991年遭刑求逼供判處死刑定讞入獄的蘇建和等三人；同月，反制教育部「暫時性疼痛管教草案」；9月，臺中及高雄辦公室致力於推動當地「新制家長會」。
1997年5月，參與五月民運「504悼曉燕，為臺灣而走」大遊行、「518用腳愛臺灣」大遊行及「524陪臺灣到天亮」活動。
1998年11月，《人本教育札記》獲得金鼎獎；12月，「青少年活水工程」專案開辦，為增加人力協助青少年，基金會籌積極募經費，並培訓青少年義工參與人本及其他團體青少年事務。

### 921大地震之後
1999年9月，舉辦「暴力，在體罰蔓延時」記者會並公佈「中小學校園體罰問卷」調查結果；同月，於921災情發生後緊急會商決議組成「臺中縣災區救援團」，號召義工投入災區救援工作(後更名為「人本921大震臺中縣災區工作隊」)；10月，擔任「全國民間災後重建協調監督聯盟 」教育重建組聯絡者，與臺大城鄉基金會、象設計集團、 OURs共組「創造性的教育重建計劃」工作團隊；12月，簽署臺中縣土牛國小「創造性的教育重建計劃」合作備忘錄，並成立「東勢工作站」協助臺中災區服務及教育重建工作；同月，與振鐸學會等33個民間教育團體組成「選教育當總統行動連線」，提出爭取教育經費立法保障及改造教育財政體系訴求，促使各組總統參選人重視回應此一重要教育政策。
2000年4月15日，死囚平反行動大隊為蘇建和案發起「走向黎明」救援行動；6月，與誠泰銀行合作發行「臺灣之子公益卡」，由該行提撥該公益卡每筆消費千分之2.75金額委託該團體以專款專用方式進行貧困兒童教育扶助和家庭重建事務；9月，於臺中海線地區設立公民大學，定名為「臺中縣海線社區公民大學」，前一所社區公民大學則改名為「臺中縣屯區社區公民大學」；10月，舉辦夏山學校訪臺座談會「自由與教育」，由夏山學校老師對其化解學校關閉危機分享經驗；11月，與環保、婦女、原住民等180餘民間團體共同發起「1112 非核家園、安居臺灣」大遊行，並提出訴求：1. 停建核四，建立非核家園、永續發展，拒絕核四污染，2. 停止政治鬥爭，回歸民生議案、停止權謀立法，進行審查預算，3.反對玩弄罷免手段，以免付出巨額社會成本，4.政府決策透明，人民安居臺灣等；同月，臺灣高等法院重審蘇建和案，暫停「走向黎明」行動，並與臺權會及司改會等團體組成「蘇案再審法庭觀察團」監督該案重審過程。
2001年6月，舉行「反體罰記者會」，公佈針對臺北市、臺中市及高雄市學生所做問卷調查結果；12月，開辦「數學想想營」招收小一及幼稚園學童；10月，執行董事史英被立委影射為「教改流氓」，他隨後召開記者會澄清外界指控並表示「我很想為教改道歉，但是我沒有資格」。
2003年，聯合教改家長團體要求臺北市當局不得公布國中基本學力測驗分數組距。2004年2月，控告臺南鎮海國小校長性騷擾寒假森林育師生；4月，公佈2004年國中小校園體罰問卷報告，凸顯校園體罰問題嚴重，要求立法禁止體罰；5月，向臺北縣政府申請延長森林小學實驗計劃，並提案籌備人本教育實驗園區；6月，要求公佈「高中評鑑」以代替公佈組距，以免讓聯考變相復活；7月，公佈監督能力分班五年計劃，號召全國家長學生參與；8月，與臺中教改團體合組「臺中反能力分班聯盟」，監督臺中市國中新生編班，查獲兩校疑似偷渡能力編班；同月，發起「以啟發取代懲罰 建立一個不打小孩的國家」社會運動。

## 爭議

### 違設補習班爭議
2006年5月，人本教育文教基金會在未申請補習班立案下，違法開班教授國小中低年級數學課程。

### 人本誤控教員爭議
2019年3月，人本召開「為什麼不適任教師淘汰不掉?！」記者會，呼籲教評會解聘教師門檻應降回二分之一，以淘汰不適任教師，其中指控新竹市建功國小特教班教師集體體罰學生。校方教評會判定老師和助理員皆無體罰事實，但仍有助理員及教師遭解聘、不續聘。竹市教育處表示一切依法行政。4月，班級家長成立「還我老師，還我孩子受教權。」專頁澄清原委，抗議人本扭曲事實。
5月，人本再發布聲明稿，指該班家長散布誤謬特教言論，護航該班教師不當行為，強調政府回函已證實體罰。但據《周刊王》報導，人本無視教評會結果，且屢次向新竹市政府發文施壓。在人本持續抨擊後，該特教班導師收到不明人士恐嚇。針對人本指控，該導師回應表示孩子不知怎麼「吐」才使用辣椒水，目的是為了教孩子學會漱口，並非虐待；另外因學童為自閉症患者，才以輕拍喝止其攻擊行為。
人本基金會另因遭班級家長於粉絲專頁批評「藉由扯謊抹黑，欺騙社會大眾，行斂財之實」等言論而對該家長提出損害名譽訴訟，要求家長於粉絲專頁張貼道歉啟事並象徵性賠償1元。此民事訴訟後遭台北地方法院以「可受公評之事為意見表達」為由判決人本基金會敗訴。
台北教育大學特殊教育學系系主任詹元碩指出，人本的出發點立意良善，不適任教師自然該被淘汰，但適任與否需經過謹慎而縝密的調查，絕非特定單位認定就算。「我們愛這塊土地的人，這塊土地的人卻不愛我們。」，希望大眾尊重專業，給教育工作者更大空間。

## 資料來源
1. 1 2 3  . hef.yam.org.tw.   [2016-12-06]. （原始内容存档于2019-04-04）.
2. 1 2  . 自由時報. 2019-05-29  [2020-05-11]. （原始内容存档于2020-09-18） （中文）.
3. ↑  何智豪. . 風傳媒. 2022-09-08  [2024-01-08]. （原始内容存档于2024-01-08）.
4. ↑  . 人本教育文教基金會發行. 1994-01-01  [2016-12-06]. ISBN 9789579984768. （原始内容存档于2020-09-21） （中文）.
5. ↑  . webcache.googleusercontent.com.   [2016-12-06]. （原始内容存档于2016-06-06）.
6. ↑  . taiwan.yam.org.tw.   [2016-12-06]. （原始内容存档于2020-09-20）.
7. ↑  高浩仁. . 台灣時報. 1997-05-18.
8. ↑  . news.cts.com.tw.   [2016-12-06]. （原始内容存档于2019-05-02）.
9. ↑  . hef.yam.org.tw.   [2016-12-06]. （原始内容存档于2008-05-10）.
10. ↑  .   [2018-11-14]. （原始内容存档于2019-02-22）.
11. ↑  洪安怡. . 聯合新聞網. 2019-03-14 （中文）.
12. ↑  . 人本教育文教基金會. 2019-03-14  [2019-07-31]. （原始内容存档于2020-12-22） （中文（臺灣））.
13. ↑  .   [2019-06-22]. （原始内容存档于2020-12-22）.
14. ↑  . 人本教育文教基金會. 2019-05-20 （中文（臺灣））.
15. ↑  . 周刊王. 2019-06-03  [2020-05-11]. （原始内容存档于2020-09-18） （中文）.
16. 1 2  陳柔瑜. . 旺旺中時媒體集團 (Taiwan: 周刊王). 2019-05-29: 30–33  [2020-05-14]. （原始内容存档于2020-09-18） （中文）.
17. ↑  . judgment.judicial.gov.tw.   [2023-03-24]. （原始内容存档于2023-03-21） （中文（臺灣））. 被告系爭貼文縱使用扯謊、抹黑栽贓、斂財等如附件一內容之用字，惟既非以損害原告名譽為唯一目的，又是就可受公評之事為意見表達，揆之前揭說明，自不構成侵權行為。原告請求被告刊登道歉啟事、移除系爭貼文、金額賠償，尚屬無據。